# Copa Federación (España)
La Copa Real Federación Española de Fútbol, más conocida como Copa Federación o Copa RFEF, es una competición nacional de fútbol de carácter oficial organizada por la Real Federación Española de Fútbol. Tras un inicio en 1944-1953, se disputa desde la temporada 1993-94 como un torneo para el fútbol más modesto, con un formato similar al de la Copa del Rey.
La disputan anualmente los clubes de Primera Federación, Segunda Federación y Tercera Federación que no hayan accedido por su posición a disputar la Copa del Rey ni sean filiales.
Actualmente se disputa en dos fases: una primera fase de carácter autonómico, de acuerdo con las reglas que establezca cada federación territorial, y una segunda de carácter nacional, en la que participan: 
- los 20 mejores equipos de la fase autonómica: uno por cada comunidad autónoma, excepto dos por Andalucía, más uno por Ceuta y otro por Melilla;
- cinco equipos de Segunda Federación: el mejor de cada grupo en la temporada anterior que no haya conseguido clasificarse para la Copa del Rey; y
- siete equipos de Tercera Federación: los clasificados en segunda posición en la temporada anterior, sin distinción de grupos, con mejor coeficiente y que no obtuvieron el derecho de participación en la Copa del Rey.

Esto hace un total de 32 equipos. En la fase nacional, los 32 equipos se encuadran en cuatro grupos de ocho equipos por criterios de proximidad y se disputan tres eliminatorias por sorteo a partido único. El ganador de cada grupo en las eliminatorias pasa a las semifinales para disputar la fase final. Los cuatro semifinalistas se clasifican para la Copa del Rey.

El equipo que más veces ha ganado la Copa RFEF desde que se restauró es el C. D. Puertollano, que lo hizo tres veces (1994, 2006 y 2011). Con dos títulos están el C. D. Orense (2008 y 2014), el Pontevedra C. F. (2007 y 2018), el C. F. Badalona (2004 y 2023) y el Real Jaén (1952 y 2009). La S. D. Lemona fue subcampeona en dos ocasiones (2011 y 2012) sin llegar a ganarla.
El actual campeón es el C. D. Extremadura tras imponerse por dos goles a uno a la S. D Compostela en el estadio Francisco de la Hera de Almendralejo el 13 de noviembre de 2024. Es el ganador de la 32.ª edición del torneo.

## Historia
Los orígenes de la Copa Federación se remontan a los años 40 con la disputa de seis ediciones de un torneo de similar denominación entre 1944 y 1953. Pese a que en el formato actual sólo participan los clubes de Segunda División B y Tercera División, anteriormente la disputaban clubes de Primera, Segunda y Tercera División. En las dos primeras temporadas que se disputó, sólo accedieron a competir los clubes de Tercera División, mientras que los de categorías superiores disputaban la Copa del Generalísimo. El primer campeón del torneo fue la U. D. San Martín.
La competición no tuvo continuidad entre 1947 y 1949, pero finalmente se reanudó en la temporada 1950-51, con la presencia de clubes de Primera y Segunda División. Esto supuso un cambio en la estructura de la competición, pues se dio la opción a clubes de las dos primeras divisiones españolas a participar en esta copa. En la temporada siguiente, la 1951-52, no hubo participación de clubes de Primera División, por lo que la disputaron los clubes de Segunda y Tercera; la ganó, además, un club de la última categoría, el Real Jaén. En la última temporada de la edición antigua, participaron los clubes de Primera y Segunda División y la ganó el Real Valladolid.
Debido a la inestabilidad económica de la Federación Española de Fútbol, el torneo se suspendió. El fútbol no pudo disfrutar de esta copa hasta los años 90, cuando la federación, bajo la presidencia de Ángel María Villar, volvió a darle cabida en el fútbol nacional.
La Copa Federación volvió entonces con un formato de participación y estructura totalmente distinto. En esta nueva edición participan los clubes de Segunda División B y Tercera División que no se hubieran clasificado para la Copa del Rey y los que lo hayan hecho, que caigan en 1.ª ronda. Además consta de dos fases: una de carácter regional y otra de carácter nacional. En esta, los campeones de cada fase regional se enfrentan a con los equipos eliminados de la Copa del Rey. Además la final se disputa a doble partido, a diferencia de la edición antigua, en la que era a partido único.
Ganó la primera edición de este nuevo formato, en la temporada 1993-94, Puertollano, que además es el club que más copas posee, con tres, todas ellas en la época moderna de la competición.
El único club que ha conseguido ganar la Copa Federación en ambas épocas es el Real Jaén que lo hizo en 1951-52 y en 2008-09.
A partir de la temporada 2019-20, la Federación Española de Fútbol decidió cambiar el formato del torneo, de forma que los clubes que alcanzasen las semifinales ganaban puestos para la Copa del Rey.

## Finales disputadas
A continuación se muestra una tabla con el historial de finales disputadas, tanto de época antigua como de época moderna
| Temporada                             | Campeón                   | Resultados     | Subcampeón                   | Sede Final                                                                            |
| Primera época                         | Primera época             | Primera época  | Primera época                | Primera época                                                                         |
| ------------------------------------- | ------------------------- | -------------- | ---------------------------- | ------------------------------------------------------------------------------------- |
| 1944-45                               | U. D. San Martín          | 1–0            | Real Valladolid              | Camp de Les Corts, Barcelona                                                          |
| 1945-46                               | Deportivo Alavés          | 3–2            | S. D. Sueca                  | Estadio Metropolitano de Madrid, Madrid                                               |
| 1946-47                               | C. D. Málaga              | 6–0            | C. D. Iliturgi               | Estadio de la Victoria, Jaén                                                          |
| 1947–50                               | No disputada              | No disputada   | No disputada                 | No disputada                                                                          |
| 1950-51                               | R. C. D. Córdoba          | 3–3 (6-3 pro.) | C. D. Baracaldo Altos Hornos | Estadio de Torrero, Zaragoza                                                          |
| 1951-52                               | Real Jaén                 | 3–1            | U. D. Orensana               | Estadio Metropolitano de Madrid, Madrid                                               |
| 1952-53                               | Real Valladolid           | 1–0            | C. P. Cacereño               | Estadio Metropolitano de Madrid, Madrid                                               |
| Época moderna (final a doble partido) |                           |                |                              |                                                                                       |
| 1993-94                               | C. D. Puertollano         | 1–4; 5–0       | C. F. Playas de Calviá       | Municipal de Magalluf, Calviá / Estadio de Puertollano, Puertollano                   |
| 1994-95                               | U. D. Las Palmas "B"      | 1–0; 3–1       | C. F. Balaguer               | Estadio Insular, Las Palmas / Camp d'Esports de Balaguer, Lérida                      |
| 1995-96                               | R. C. D. Mallorca "B"     | 2–1; 2–2       | Real Murcia C. F.            | Estadio Lluís Sitjar, Palma de Mallorca / La Condomina, Murcia                        |
| 1996-97                               | Burgos C. F.              | 1–1; 4–1       | U. D. Gáldar                 | Estadio de Barrial, Gáldar / Estadio Municipal de El Plantío, Burgos                  |
| 1997-98                               | C. D. Binéfar             | 1–2; 2–0       | R. S. D. Alcalá              | Estadio El Segalar, Binéfar / Estadio El Val, Alcalá de Henares                       |
| 1998-99                               | Racing de Santander "B"   | 3–0; 0–0       | C. D. Lugo                   | Estadio Ángel Carro, Lugo / El Sardinero, Santander                                   |
| 1999-00                               | C. E. Sabadell F. C. (v.) | 2–0; 1–3       | Elche C. F.                  | Nova Creu Alta, Sabadell / Estadio Manuel Martínez Valero, Elche                      |
| 2000-01                               | Marino de Luanco          | 1–0; 3–0       | C. D. Tropezón               | Municipal de Santa Ana, Torrelavega / Estadio de Miramar, Luanco                      |
| 2001-02                               | R. C. Celta de Vigo "B"   | 1–0; 2–1       | C. F. Gavà                   | Barreiro, Vigo / Estadi La Bòbila, Gavá                                               |
| 2002-03                               | Real Avilés C. F.         | 3–0; 1–0       | Tomelloso C. F.              | Román Suárez Puerta, Avilés / Municipal de Tomelloso, Tomelloso                       |
| 2003-04                               | C. F. Badalona            | 0–0; 4–1       | C. D. Villanueva             | Estadio San Miguel, Villanueva / Estadi Municipal, Badalona                           |
| 2004-05                               | C. E. Mataró E. F. (v.)   | 1–2; 1–0       | Benidorm C. D.               | Estadio Guillermo Amor, Benidorm / Camp del Centenari Mataró                          |
| 2005-06                               | C. D. Puertollano         | 1–1; 2–0       | S. D. Huesca                 | Estadio El Alcoraz, Huesca / Estadio de Puertollano, Puertollano                      |
| 2006-07                               | Pontevedra C. F.          | 4–1; 0–1       | R. C. D. Mallorca "B"        | Pasarón, Pontevedra / Estadio Lluís Sitjar, Palma de Mallorca                         |
| 2007-08                               | C. D. Ourense             | 2–1; 1–1       | C. F. Reus Deportiu          | Estadio de O Couto, Orense / Estadio Camp Nou Municipal, Reus                         |
| 2008-09                               | Real Jaén C. F.           | 0–0; 4–1       | Rayo Vallecano "B"           | Nuevo Estadio de la Victoria, Jaén / Estadio de Vallecas, Madrid                      |
| 2009-10                               | C. D. San Roque de Lepe   | 1–0; 2–0       | Lorca Deportiva C. F.        | Estadio Francisco Artés Carrasco, Lorca / Ciudad de Lepe, Lepe                        |
| 2010-11                               | C. D. Puertollano         | 0–2; 4–1       | S. D. Lemona                 | Estadio Ciudad de Puertollano, Puertollano / Arlonagusia, Lemona                      |
| 2011-12                               | C. D. Binisalem (v.)      | 5–0; 1–6       | S. D. Lemona                 | Estadio Miquel Pons, Binisalem / Arlonagusia, Lemona                                  |
| 2012-13                               | U. E. Sant Andreu         | 3–0; 1–0       | La Hoya Lorca C. F.          | Francisco Artés Carrasco, Lorca / Estadio Narcís Sala, Barcelona                      |
| 2013-14                               | C. D. Ourense             | 1–2; 2–0       | C. D. Guadalajara            | Pedro Escartín, Guadalajara / Estadio de O Couto, Orense                              |
| 2014-15                               | Real Unión Club           | 1–0; 3–0       | C. D. Castellón              | Nuevo Estadio Castalia, Castellón / Stadium Gal, Irún                                 |
| 2015-16                               | C. D. Atlético Baleares   | 2–2; 1–0       | C. F. Rayo Majadahonda       | Cerro del Espino, Majadahonda / Son Malferit, Palma de Mallorca                       |
| 2016-17                               | Atlético Saguntino        | 0–0; 3–0       | C. F. Fuenlabrada            | Estadio Fernando Torres, Fuenlabrada / Camp de Morvedre, Sagunto                      |
| 2017-18                               | Pontevedra C. F.          | 1–0; 0–0       | Ontinyent C. F.              | El Clariano, Onteniente / Estadio de Pasarón, Pontevedra                              |
| 2018-19                               | C. D. Mirandés            | 3–0; 2–2       | U. E. Cornellà               | Estadio de Anduva, Miranda de Ebro / Nou Municipal de Cornellà, Cornellá de Llobregat |
| Época moderna (final a un partido)    |                           |                |                              |                                                                                       |
| 2019-20                               | Real Murcia C. F.         | 1–1 (4-2 pen.) | C. D. Tudelano               | Estadio Nueva Condomina, Murcia                                                       |
| 2020-21                               | U. E. Llagostera          | 2–1 (pro.)     | Las Rozas C. F.              | Estadio Navalcarbón, Las Rozas de Madrid                                              |
| 2021-22                               | Córdoba C. F.             | 1–0            | C. D. Guijuelo               | Estadio Nuevo Arcángel, Córdoba                                                       |
| 2022-23                               | C. D. Arenteiro           | 2–0 (pro.)     | U. D. Alzira                 | Estadi Luis Suñer Picó, Alcira                                                        |
| 2023-24                               | C. F. Badalona Futur      | 2-1            | C. F. Talavera de la Reina   | Estadio Municipal El Prado, Talavera de la Reina                                      |
| 2024-25                               | C. D. Extremadura         | 2-1            | S. D. Compostela             | Estadio Francisco de la Hera, Almendralejo                                            |
| 2025-26                               | Bandera de ?              | -              | Bandera de ?                 |                                                                                       |

Nota: pró. = Prórroga; pen. = Penales; des. = Partido de desempate.

## Palmarés
En la siguiente tabla se muestran todos los clubes que han disputado alguna vez una final de Copa Federación. Aparecen ordenados por número de títulos conquistados. A igual número de títulos por número de subcampeonatos y si persiste la igualdad, por antigüedad de su primer título o participación.
| Equipo                                | Finales | Títulos | Último campeonato | Subcampeonatos | Último subcampeonato |
| ------------------------------------- | ------- | ------- | ----------------- | -------------- | -------------------- |
| Club Deportivo Puertollano *          | 3       | 3       | 2010-11           | -              | -                    |
| Club Deportivo Ourense *              | 3       | 2       | 2013-14           | 1              | 1951-52              |
| Club de Fútbol Badalona Futur         | 2       | 2       | 2023-24           | -              | -                    |
| Real Jaén Club de Fútbol              | 2       | 2       | 2008-09           | -              | -                    |
| Pontevedra Club de Fútbol             | 2       | 2       | 2017-18           | -              | -                    |
| Real Club Deportivo Mallorca "B"      | 2       | 1       | 1995-96           | 1              | 2006-07              |
| Real Valladolid Club de Fútbol        | 2       | 1       | 1952-53           | 1              | 1944-45              |
| Real Murcia Club de Fútbol            | 2       | 1       | 2019-20           | 1              | 1995-96              |
| Unión Deportiva San Martín            | 1       | 1       | 1944-45           | -              | -                    |
| Deportivo Alavés                      | 1       | 1       | 1945-46           | -              | -                    |
| Club Deportivo Málaga *               | 1       | 1       | 1946-47           | -              | -                    |
| Real Club Deportivo Córdoba *         | 1       | 1       | 1950-51           | -              | -                    |
| Unión Deportiva Las Palmas Atlético   | 1       | 1       | 1994-95           | -              | -                    |
| Burgos Club de Fútbol                 | 1       | 1       | 1996-97           | -              | -                    |
| Club Deportivo Binéfar                | 1       | 1       | 1997-98           | -              | -                    |
| Rayo Cantabria                        | 1       | 1       | 1998-99           | -              | -                    |
| Centre d'Esports Sabadell Futbol Club | 1       | 1       | 1999-00           | -              | -                    |
| Club Marino de Luanco                 | 1       | 1       | 2000-01           | -              | -                    |
| Real Club Celta de Vigo "B"           | 1       | 1       | 2001-02           | -              | -                    |
| Real Avilés Club de Fútbol            | 1       | 1       | 2002-03           | -              | -                    |
| Club de Fútbol Badalona               | 1       | 1       | 2003-04           | -              | -                    |
| Club Esportiu Mataró de Futbol        | 1       | 1       | 2004-05           | -              | -                    |
| Club Deportivo San Roque de Lepe      | 1       | 1       | 2009-10           | -              | -                    |
| Club Deportivo Binisalem              | 1       | 1       | 2011-12           | -              | -                    |
| Unió Esportiva Sant Andreu            | 1       | 1       | 2012-13           | -              | -                    |
| Real Unión Club                       | 1       | 1       | 2014-15           | -              | -                    |
| Club Deportivo Atlético Baleares      | 1       | 1       | 2015-16           | -              | -                    |
| Atlético Saguntino                    | 1       | 1       | 2016-17           | -              | -                    |
| Club Deportivo Mirandés               | 1       | 1       | 2018-19           | -              | -                    |
| Córdoba Club de Fútbol                | 1       | 1       | 2021-22           | -              | -                    |
| Club Deportivo Arenteiro              | 1       | 1       | 2022-23           | -              | -                    |
| Club Deportivo Extremadura 1924       | 1       | 1       | 2024-25           | -              | -                    |
| Sociedad Deportiva Lemona *           | 2       | -       | -                 | 2              | 2011-12              |
| Sociedad Deportiva Sueca              | 1       | -       | -                 | 1              | 1945-46              |
| Club Deportivo Iliturgi               | 1       | -       | -                 | 1              | 1946-47              |
| Barakaldo Club de Fútbol              | 1       | -       | -                 | 1              | 1950-51              |
| Club Polideportivo Cacereño           | 1       | -       | -                 | 1              | 1952-53              |
| Club de Fútbol Playas de Calviá       | 1       | -       | -                 | 1              | 1993-94              |
| Club de Fútbol Balaguer               | 1       | -       | -                 | 1              | 1994-95              |
| Unión Deportiva Gáldar *              | 1       | -       | -                 | 1              | 1996-97              |
| Real Sociedad Deportiva Alcalá        | 1       | -       | -                 | 1              | 1997-98              |
| Club Deportivo Lugo                   | 1       | -       | -                 | 1              | 1998-99              |
| Elche Club de Fútbol                  | 1       | -       | -                 | 1              | 1999-00              |
| Club Deportivo Tropezón               | 1       | -       | -                 | 1              | 2000-01              |
| Club de Futbol Gavà                   | 1       | -       | -                 | 1              | 2001-02              |
| Tomelloso Club de Fútbol *            | 1       | -       | -                 | 1              | 2002-03              |
| Club Deportivo Villanueva *           | 1       | -       | -                 | 1              | 2003-04              |
| Benidorm Club de Fútbol *             | 1       | -       | -                 | 1              | 2004-05              |
| Sociedad Deportiva Huesca             | 1       | -       | -                 | 1              | 2005-06              |
| Club de Futbol Reus Deportiu          | 1       | -       | -                 | 1              | 2007-08              |
| Rayo Vallecano de Madrid "B"          | 1       | -       | -                 | 1              | 2008-09              |
| Lorca Deportiva Club de Fútbol *      | 1       | -       | -                 | 1              | 2009-10              |
| La Hoya Lorca Club de Fútbol          | 1       | -       | -                 | 1              | 2012-13              |
| Club Deportivo Guadalajara            | 1       | -       | -                 | 1              | 2013-14              |
| Club Deportivo Castellón              | 1       | -       | -                 | 1              | 2014-15              |
| Club de Fútbol Rayo Majadahonda       | 1       | -       | -                 | 1              | 2015-16              |
| Club de Fútbol Fuenlabrada            | 1       | -       | -                 | 1              | 2016-17              |
| Ontinyent Club de Futbol *            | 1       | -       | -                 | 1              | 2017-18              |
| Unió Esportiva Cornellà               | 1       | -       | -                 | 1              | 2018-19              |
| Club Deportivo Tudelano               | 1       | -       | -                 | 1              | 2019-20              |
| Las Rozas Club de Fútbol              | 1       | -       | -                 | 1              | 2020-21              |
| Club Deportivo Guijuelo               | 1       | -       | -                 | 1              | 2021-22              |
| Unión Deportiva Alzira                | 1       | -       | -                 | 1              | 2022-23              |
| Club de Fútbol Talavera de la Reina   | 1       | -       | -                 | 1              | 2023-24              |
| Sociedad Deportiva Compostela         | 1       | -       | -                 | 1              | 2024-25              |

Nota: * = Clubes desaparecidos
Nota: En cursiva = Campeonatos de la edición antigua

## Fases autonómicas
- Copa Real Federación Española de Fútbol (fase autonómica de Andalucía Oriental y Melilla).
- Copa Real Federación Española de Fútbol (fase autonómica de Andalucía Occidental y Ceuta).
- Copa Real Federación Española de Fútbol (fase autonómica de Aragón).
- Copa Real Federación Española de Fútbol (fase autonómica de Asturias).
- Copa Real Federación Española de Fútbol (fase autonómica de las Islas Baleares).
- Copa Real Federación Española de Fútbol (fase autonómica de Canarias).
- Copa Real Federación Española de Fútbol (fase autonómica de Cantabria).
- Copa Real Federación Española de Fútbol (fase autonómica Castilla-La Mancha).
- Copa Real Federación Española de Fútbol (fase autonómica de Castilla y León).
- Copa Real Federación Española de Fútbol (fase autonómica de Cataluña).
- Copa Real Federación Española de Fútbol (fase autonómica de Extremadura).
- Copa Real Federación Española de Fútbol (fase autonómica de Galicia).
- Copa Real Federación Española de Fútbol (fase autonómica de La Rioja).
- Copa Real Federación Española de Fútbol (fase autonómica de la Comunidad de Madrid).
- Copa Real Federación Española de Fútbol (fase autonómica de la Región de Murcia).
- Copa Real Federación Española de Fútbol (fase autonómica de Navarra).
- Copa Real Federación Española de Fútbol (fase autonómica del País Vasco).
- Copa Real Federación Española de Fútbol (fase autonómica de la Comunidad Valenciana).